# Euastrum ohioense
Euastrum ohioense là một loài Song tinh tảo trong họ Desmidiaceae, thuộc chi Euastrum.